# Роналд Снук
Роналд Снук (англ. Ronald Snook, 5 травня 1972) — австралійський академічний веслувальник.
Бронзовий призер Олімпійських Ігор 1996 року в складі парної четвірки.